# Zukünftige Entwicklung der Bahninfrastruktur
Die Zukünftige Entwicklung der Bahninfrastruktur (ZEB) ist Teil der vom schweizerischen Bundesrat am 17. Oktober 2007 beschlossenen Botschaft zur «Gesamtschau FinöV». Auf Nachfrageprognosen beruhend, sieht ZEB einen Ausbau des Normalspurnetzes vor, der ein erweitertes nationales Verkehrsangebot für den Personenfern- und den Güterverkehr für den Planungshorizont 2030 ermöglicht. Die Erarbeitung erfolgte gemeinsam zwischen den Schweizerischen Bundesbahnen (SBB) und dem Bundesamt für Verkehr (BAV).

## Hintergrund
Mit dem HGV-Anschluss-Gesetz (SR 742.140.3) forderte das Parlament den Bundesrat auf, bis Ende 2007 über die Verwendung der noch im «FinöV-Fonds» (Spezialfinanzierung für den Ausbau der Infrastruktur des öffentlichen Verkehrs) verbleibenden Finanzmittel Bericht zu erstatten. Mit der Vorlage der «Gesamtschau FinöV» wurde dieser Auftrag erfüllt.

## Ziele
Gemäss dem ZEB-Gesetzentwurf wird bezweckt, für den Personenfern- und den Güterverkehr die Kapazitäten auszubauen und die Leistungen zu steigern, die Zahl der Vollknoten zu erhöhen, die Reisezeiten auf der Ost-West-Achse zu verkürzen und die Kapazitätsengpässe auf der Nord-Süd-Achse durch die Schweiz zu beseitigen. Damit verfolgt ZEB ähnliche Ziele, wie sie «Bahn 2000» hatte, und sie dient dem politischen Ziel der Verkehrsverlagerung.
- Die Reisezeiten sind kürzer, das Knotensystem mit guten Anschlüssen ist ausgebaut und das Zugsangebot verdichtet.
- Der Fernverkehr ist weiter systematisiert, es verbleibt Spielraum für den Regionalverkehr.
- Die für die Verlagerung des alpenquerenden Schwerverkehrs auf die Schiene notwendigen Kapazitäten sind bereitgestellt.
- Die Kapazitäten für den Güterverkehr in Ost-West-Richtung sind erweitert, der Verkehr ist beschleunigt.

ZEB vervollständigt das Knotenkonzept von «Bahn 2000», indem es die mit der Etappierung zurückgestellten Vollknoten realisiert und bestehende Knoten ausbaut. Bestandteil von ZEB ist damit ein Näherrücken von West- und Ostschweiz um eine halbe Stunde und das Sicherstellen ausreichender Kapazitäten. Damit kann die Attraktivität der West-Ost-Achse als Rückgrat des Schweizer Schienennetzes deutlich gesteigert werden. Mit ZEB werden für die gesamte Schweiz deutliche Reisezeitverkürzungen von bis zu 25 Prozent der Reisezeit möglich.

## Massnahmen
Zur Erreichung der Zielsetzungen vorgesehen sind in allen Landesteilen Massnahmen zur Behebung von Kapazitätsengpässen, zur Verdichtung des Bahnverkehrs, zur Verkürzung der Reisezeit, zur Verringerung des zeitlichen Abstands zwischen zwei Zügen, zur Ermöglichung kreuzungsfreier Verkehrsführung und zur Erhöhung der Knotenkapazität. Die Investitionskosten betragen 5.2 Mrd. Franken. Sie sollen aus den Mitteln des FinöV-Fonds finanziert werden.
Mit ZEB nicht finanzierbar sind zahlreiche Angebots- und Infrastrukturwünsche aus den Kantonen. Das ZEB-Gesetz sieht vor, dass «so rasch wie möglich» innerhalb der Legislaturperiode 2007–2011 eine gesetzliche Grundlage geschaffen wird, die auf der Grundlage eines weiteren Angebotskonzepts diese Wünsche behandelt und dafür eine Finanzierungslösung vorlegt.
| Status     | Strecke (Abschnitt)                       | vmax     | Länge | 00Bauzeit00 | Kosten     | Fokus                                                                | Quelle      |
| ---------- | ----------------------------------------- | -------- | ----- | ----------- | ---------- | -------------------------------------------------------------------- | ----------- |
| In Betrieb | Bellinzona–Luino                          |          |       | 2014–2018   | 210 Mio.   | Kapazität (Güter): Zugfolgezeit, Doppelspur Locarno                  |             |
| In Betrieb | Zürich–Kreuzlingen/Romanshorn             |          |       | 2016–2018   | 90 Mio.    | 3' Fahrzeitgewinn (unter 75'), Kapazität (Kreuzungsstellen)          |             |
| In Betrieb | Basel–Italien (Gotthardlinie)             |          |       | 2012–2019   | 560 Mio.   | Kapazität (Güter): Zugfolgezeit, Kreuzungen, Doppelspur              |             |
| In Betrieb | Olten–Aarau (Vierspurausbau)              | 180 km/h | 6 km  | 2015–2020   | 855 Mio.   | Kapazität (15'-Takt Zürich–Bern zur HVZ) mit Eppenbergtunnel         | [ 1 ] [ 2 ] |
| In Betrieb | Lausanne-Renens                           |          | 3 km  | 2016–2020   | 270 Mio.   | Kapazität durch 4. Gleis                                             |             |
| In Betrieb | Bern–Interlaken und Bern–Zürich           |          |       | 2016–2022   | 270 Mio.   | Kapazität: Unterführung Wylerfeld                                    | [ 3 ]       |
| Im Bau     | Basel–Olten                               |          |       | 2019–2025   | 340 Mio.   | Kapazität: Ausbau Bahnknoten Liestal                                 | [ 4 ]       |
| Im Bau     | Bern–Interlaken                           |          |       | 2021–2027   | 100 Mio.   | 4' Fahrzeitgewinn (neu 49'), Kapazität (Doppelspur Thunersee)        |             |
| Im Bau     | Winterthur–St. Gallen                     |          |       | 2015–2029   | 150,2 Mio. | Fahrzeitgewinn (Zürich–St. Gallen in 57')                            |             |
| In Betrieb | Lausanne–Brig (Simplonstrecke)            |          |       | 2012–2018   | 70 Mio.    | Kapazität durch Erweiterung des Lichtraumprofils für Doppelstockzüge |             |
| In Betrieb | Renens-Prilly-Malley (Überwerfung Renens) |          |       | 2018–2022   | 65 Mio.    | Kapazitätssteigerung                                                 | [ 5 ]       |
| Im Bau     | Lausanne                                  |          |       | 2021–2037   | 1700 Mio.  | Kapazität durch Bahnhofsausbau                                       | [ 6 ] [ 7 ] |
| Geplant    | Puidoux                                   |          |       | 2025–2027   | 53 Mio.    | Kapazitätsausbau                                                     | [ 8 ]       |

## Einzelprojekte
- Ausbau der Bahnstrecke Olten–Zürich, insgesamt 1.7 Mrd. CHF
  - Bahnhof Olten: Entflechtungsbauwerke Nord und Ost (Hauensteinstrecke, Bahnstrecke Olten–Aarau)
  - Dulliken–Däniken: viertes Gleis
  - NBS Eppenbergtunnel (Däniken–Aarau)
  - NBS Chestenbergtunnel (Rupperswil–Gruemet) & Honerettunnel (Projekte wurden abgeändert und durch längeren Tunnel ersetzt)
  - Altstetten–HB: zweite Unterquerung Gleisfeld Vorbahnhof
- Kapazitätssteigerung der Bahnstrecke Zürich–Winterthur, 665 Mio. CHF
  - Bahnhof Oerlikon: Gleis 7 und 8
  - Kloten–Dorfnest: Doppelspur und Entflechtungsbauwerk Dorfnest
  - Hürlistein–Effretikon: viertes Gleis und Entflechtungsbauwerk Hürlistein
  - Bahnhof Effretikon: neues Wendegleis
  - Kemptthal–Tössmühle–Winterthur: drittes respektive viertes Gleis
- Fahrzeitverkürzung Winterthur–St. Gallen/Konstanz, 260 Mio. CHF
- Ausbauten in der Region Bern, insgesamt 350 Mio. CHF
  - Bahnhof Bern: zusätzliche Perronkante und Entflechtungsbauwerk Wylerfeld
  - Gümligen–Thun: Verkürzung der Zugsfolgezeit
  - Spiez–Interlaken: Doppelspurinsel (3 km) am Thunersee
- Entflechtung in Liestal, 140 Mio. CHF
  - Liestal–Pratteln: Entflechtungsbauwerk (Stammstrecke, NBS Adlertunnel)
- Kapazitätssteigerung in Lausanne, 320 Mio. CHF
  - Bahnhof Lausanne: Optimierung der Gleisanlage, Perronverlängerungen
  - Lausanne–Renens: viertes Gleis und Entflechtungsbauwerk
- Fahrzeitverkürzung Fribourg–Lausanne, 225 Mio. CHF
- Geschwindigkeitserhöhung von 160 km/h auf 200 km/h im Wallis (inkl. ETCS), 110 Mio. CHF
- Geschwindigkeitserhöhung auf 200 km/h zwischen Solothurn und Biel/Bienne
- diverse Ausbauten in der Zentralschweiz, 325 Mio. CHF
- diverse Ausbauten im Kanton Tessin, 365 Mio. CHF

## Umsetzung
Vor allem gegen den Verzicht auf ursprünglich vorgesehene Tunnel Richtung Nordwestschweiz (Wisenberg, Bahn 2000) und Zentralschweiz (Zimmerberg II, Neat) hatte sich politischer Widerstand formiert. In der Westschweiz wurde der Bau eines dritten Gleises zwischen Genf und Lausanne gefordert.
Der schweizerische Bundesrat schlug dem Parlament mit seiner Botschaft vor, das Investitionsvolumen um eine Milliarde Franken zu erhöhen, so dass die angestiegenen Kosten der NEAT die Realisierung von ZEB nicht verhindern sollen. Die Beratungen in den parlamentarischen Kommissionen begannen im Januar 2008 in der Kommission für Verkehr und Fernmeldewesen des Ständerats. Die Botschaft wurde in der Sommersession 2008 im Ständerat behandelt, der Nationalrat behandelte die Vorlage als Zweitrat in der Herbstsession 2008.
Am 20. März 2009 stimmten Nationalrat und Ständerat dem «Bundesgesetz über die Zukünftige Entwicklung der Bahninfrastruktur (ZEBG)» zu. Dieses umfasst insgesamt 28 Einzelprojekte in einem Umfang von 5,4 Mrd. Franken. Dieses Geld steht in Jahrestranchen von 2015 bis 2030 zur Verfügung, eine Vorfinanzierung durch Kantone ist jedoch möglich. Der Zeitplan war nicht vor Herbst 2009 zu erwarten.
Der Bundesrat beschloss bis zum Mai 2014 vier  Umsetzungsvereinbarungen. Das grösste Einzelprojekt unter diesen Umsetzungsvereinbarungen ist der Eppenbergtunnel. Total sind schon zwei Milliarden Franken beschlossen.